# 紅樓夢影視作品列表
红楼梦影视作品列表旨在列出依据《红楼梦》改编的影视剧。

## 演员对照
| 年份   | 剧名                           | 贾宝玉      | 林黛玉 | 薛宝钗   | 王熙凤 | 史湘云 |
| 1924年 | 《黛玉葬花》                   | 姜妙香      | 梅蘭芳 | -        | -      | -      |
| 1927年 | 《紅樓夢》                     | 陸劍芬      | 陸劍芳 | 王意逸   | 王谢燕 | -      |
| 1944年 | 《红楼梦》                     | 袁美云 反串 | 周璇   | 王丹凤   | 白虹   | -      |
| 1949年 | 《紅樓夢》                     | 張活游      | 小燕飛 | 曾藍施   | -      | -      |
| 1952年 | 《新紅樓夢》                   | 嚴俊        | 李麗華 | 歐陽莎菲 | 羅蘭   | 陳琦   |
| 1954年 | 《大觀園》《林黛玉魂歸離恨天》 | 新馬師曾    | 芳艷芬 | 李香凝   | 鳳凰女 | 林碧   |
| 1962年 | 《紅樓夢》                     | 徐玉蘭 反串 | 王文娟 | 呂瑞英   | 金釆風 | -      |
| 1962年 | 《红楼梦》                     | 任洁 反串   | 乐蒂   | 丁红     | 高宝树 | -      |
| 1977年 | 《金玉良缘红楼梦》             | 林青霞 反串 | 张艾嘉 | 米雪     | 胡锦   | -      |
| 1978年 | 《新红楼梦》                   | 凌波 反串   | 周芝明 | 李菁     | 陈莎莉 | -      |
| 1978年 | 《红楼春上春》                 | 张国荣      | 黄杏秀 | 沈杏妮   | 张玲   | -      |
| 1989年 | 《红楼梦》                     | 夏钦 反串   | 陶慧敏 | 傅艺伟   | 刘晓庆 | 马晓晴 |

| 年份   | 剧名                               | 贾宝玉             | 林黛玉        | 薛宝钗    | 王熙凤 | 史湘云        |
| 1975年 | 《红楼梦》                         | 伍卫国             | 汪明荃        | 吕有慧    | 郑少萍 | -             |
| 1976年 | 《红楼梦》                         | 夏玲玲 反串        | 張璐          | -         | -      | -             |
| 1977年 | 《红楼梦》                         | 伍卫国             | 毛舜筠        | 米雪      | 吳浣儀 | 文雪兒        |
| 1978年 | 《红楼梦》                         | 龙隆               | 程秀瑛        | 范丹凤    | 叶雯   | 李欣          |
| 1983年 | 《红楼梦》                         | 李陆龄 反串        | 赵永馨        | 陈琪      | 李丽凤 | -             |
| 1987年 | 《红楼梦》                         | 欧阳奋强           | 陈晓旭        | 张莉      | 邓婕   | 郭霄珍        |
| 1996年 | 《红楼梦》                         | 钟本伟             | 张玉嬿        | 邹琳琳    | 徐贵樱 | 王玉玲 郭慧雯 |
| 1999年 | 《秦可卿之谜》                     | 姬晨牧             | -             | -         | 博弘   | -             |
| 2000年 | 《红楼梦情欲录》                   | 田家达             | -             | -         | -      | -             |
| 2002年 | 《红楼丫头》                       | 迟 佳              | -             | -         | 许晓丹 | -             |
| 2010年 | 《红楼梦》                         | 杨洋 于小彤 张君钰 | 蒋梦婕 林妙可 | 白冰 李沁 | 姚笛   | 马晓灿 吴青芷 |
| 2010年 | 《黛玉传》                         | 马天宇             | 闵春晓        | 邓莎      | 王子瑜 | 吕红旭        |
| 2017年 | 《小戏骨：红楼梦之刘姥姥进大观园》 | 释小松             | 周漾玥        | 钟熠璠    | 郭飞歌 | 韦梓彤        |
| 2020年 | 《天真派：红楼梦之桃花诗社》       | 段智文             | 苏魏舞        | 钟熠璠    | 郭飞歌 | 宁艺欣        |

## 电视剧
- 台灣台視的電視歌仔戲版《紅樓夢》，1970年播映，由楊麗花主演。
- 台灣台視的電視劇《紅樓夢》，章君穀製作的週三劇場，1976年播映，由夏玲玲演贾宝玉，張璐演林黛玉，陶述演劉姥姥。
- 台灣台視的電視歌仔戲版《紅樓夢》，1989年版由杨丽花演贾宝玉，许秀年演林黛玉，青蓉演薛宝钗，高玉珊演王熙凤.
- 香港无线电视台的《红楼梦》：1975年播映。由伍卫国演贾宝玉，汪明荃演林黛玉，吕有慧演薛宝钗，郑少萍演王熙凤。
- 佳艺电视的《红楼梦》1977年播映。由伍卫国演贾宝玉，毛舜筠演林黛玉，米雪演薛宝钗。
- 华视的《红楼梦》：台湾中华电视公司制作，于1978年播出。由龙隆演贾宝玉，程秀瑛演林黛玉，由范丹凤演薛宝钗，叶雯演王熙凤，李陆龄演袭人，鲍正芳演紫鹃，李欣演史湘云，仪铭演贾政。
- 华视《红楼梦》：台湾中华电视公司制作，于1983年播出。由李陆龄反串贾宝玉，赵永馨演林黛玉，由陈琪演薛宝钗，李丽凤演王熙凤，于珊演贾元春，张复建演贾政。
- 中央电视台的电视剧《红楼梦》：王扶林导演，1987年初在中国中央电视台播放。由欧阳奋强饰贾宝玉，陈晓旭饰林黛玉，张莉饰薛宝钗，邓婕饰王熙凤。王立平为电视剧作曲。该剧由多位红学泰斗担任顾问，演员阵容极其庞大，制作严谨。剧集红极一时，并多次重播，剧中的《枉凝眉》、《葬花吟》等歌曲也广为传唱。唯一引起争议的是电视剧没有按照高续来拍摄，而照红学探佚，把结局变成了更为彻底的悲剧。
- 华视的《红楼梦》台湾中华电视公司制作，于1996年11月至1997年10月播出；八十回后剧本并非改编自高续版本，引起广泛争议。由钟本伟演贾宝玉，张玉嬿演林黛玉，由邹琳琳演薛宝钗，徐贵樱演王熙凤。
- 2010年的电视剧《红楼梦》：导演：李少红，杨洋饰贾宝玉，白冰饰薛宝钗，蔣夢婕饰林黛玉，姚笛飾王熙鳳，周采芹饰贾母，归亚蕾饰王夫人，叶琳琅饰刘姥姥，许还山饰贾政。由叶锦添设计的人物造型在开播前就引发了巨大争议，焦点是简化了的额妆是否符合红楼人物的审美要求。
- 《黛玉传》：由2007年红楼梦中人选秀活动落选的大热选手出演，预定为30集，导演李平。闵春晓饰林黛玉，马天宇饰贾宝玉，邓莎饰薛宝钗，王子瑜飾王熙鳳。

## 电影
- 《紅樓夢》1944年播映，上海華影公司出品，卜萬蒼導演。由袁美雲反串賈寶玉，周璇演林黛玉，王丹鳳演薛寶釵，白虹演王熙鳳， 張翠英演金釧，沈浩演賈母，倉隱秋演傻大姐，張帆演紫鵑，歐陽莎菲演襲人。雖然那時候的電影技術不是很發達，但是一樣營造出了繁華富貴的氛圍，作為沒有任何參照物的首部關於《紅樓夢》的電影，最成功之紅樓夢。

- 《紅樓夢》1949年4月8日公映，香港青華影片公司出品粵語電影，周詩祿導演。由張活游演賈寶玉，小燕飛演林黛玉，曾藍施演薛寶釵，羅慕蘭演王夫人。

- 《大觀園》1954年8月4日公映，香港永茂電影企業公司出品粵語電影，莫康時導演。由新馬師曾演贾宝玉，芳艷芬演林黛玉，李香凝演薛宝钗，鳳凰女演王熙凤。

- 《紅樓夢》1956年新加坡公映，香港出品廈語電影，畢虎導演。由鷺芬反串演贾宝玉，鷺紅演林黛玉。

- 《情僧偷到瀟湘館》1956年6月6日公映，香港出品粵語電影，秦劍導演。由何非凡演贾宝玉，鄭碧影演林黛玉，英麗梨演薛宝钗，梁素梅演王熙凤。

- 《红楼梦》1962年播映，邵氏兄弟（香港）有限公司出品，袁秋枫导演。由任洁反串演贾宝玉，乐蒂演林黛玉，丁红演薛宝钗，高宝树演王熙凤，顾湄演金钏，红薇演贾母，沈殿霞演傻大姐，杜娟演紫鹃，莫愁演晴雯。这一部黄梅调的《红楼梦》，被誉为电影经典之作。音乐大师王福龄的音乐，把贾、林、薛三人的悲恋带上高峰。

- 《金玉良缘红楼梦》1977年播映，邵氏兄弟（香港）有限公司出品，李翰祥导演。由林青霞反串贾宝玉，张艾嘉演林黛玉，米雪演薛宝钗，胡锦演王熙凤。该片获得第15届金马奖最佳剧情片、美术设计，第24届亚洲影展最佳服装、最佳美术设计。

- 《紅樓春夢》1977年11月18日公映，邵氏兄弟（香港）有限公司出品。艷星余莎莉演王熙凤。

- 《新红楼梦》1978年播映，今日电影公司出品，导演为金汉。凌波反串贾宝玉，周芝明演林黛玉，李菁演薛宝钗，陈莎莉演王熙凤，李丽华演贾母，赵雷演贾政。

- 《红楼春上春》1978年播映，思远电影公司监制，金鑫导演。此为张国荣第1部电影，改编自《红楼梦》，但却变成了三级变奏版，片中张国荣饰演贾宝玉，黄杏秀饰演林黛玉，关海山饰演贾政。

- 《红楼梦》1989年上映，北京电影制片厂出品，全长七百三十五分钟，为中国最长的电影。谢铁骊导演，夏钦反串贾宝玉，陶慧敏饰林黛玉，傅艺伟饰薛宝钗，刘晓庆饰王熙凤，赵丽蓉饰刘姥姥。该片在国内获得第十届金鸡奖最佳导演、最佳女主角、最佳美术、最佳服装奖，但由于电视剧版太过深入人心，先入为主，观众口碑不一。[1]
- 《红楼梦之金玉良缘》2024年上映，边程饰演贾宝玉，張淼怡饰演林黛玉，黄佳容饰演薛宝钗，关晓彤饰演贾元春。该片总体评价较差，票房成绩不佳。